# Собачий завтрак (фильм)
«Собачий завтрак» (англ. A Dog's Breakfast) — канадский независимый комедийный фильм 2006 года. Является самостоятельным проектом, режиссёрским и сценарным дебютом актера Дэвида Хьюлетта, получившего большую известность благодаря телесериалу «Звёздные врата: Атлантида». Помимо Хьюлетта, в фильме также снимаются его настоящая сестра Кэйт Хьюлетт и актёры сериала Звёздные врата Пол Макгиллион, Кристофер Джадж и Рэйчел Латтрелл. Продюсерами фильма выступили Джон Леник и Джейн Лоуман.
Благодаря сильным связям с франшизой Звездных врат, фильм вызвал широкие обсуждения у её поклонников. У фильма было несколько показов в отдельных крупных городах Соединённых штатов и Великобритании в конце 2006—2007 годах, а в начале декабря 2006 года компания MGM приобрела права на его распространение во всех странах мира. Выпуск на DVD состоялся 18 сентября 2007 года в США и Канаде, 16 февраля 2009 года в России.

## Сюжет
Патрик (Дэвид Хьюлетт) — холостяк, любит свою собаку (Собака Марс) и всё ещё живёт в доме его родителей, умерших 10 лет назад. Вскоре, после Рождества, сестра Патрика Мэрилин (Кейт Хьюлетт) посещает его, чтобы представить ему Раяна (Пол Макгиллион) — звезду научно-фантастического телевидения.
После случайного удара Раяна битой для крикета, Патрик оказывается шокирован, узнав, что Раян жених Мэрилин. Патрик также подслушивает часть телефонного разговора Раяна, которая заставляет Патрика поверить в то, что Раян хочет убить Мэрилин. С этого времени, Патрик пробует всё, что в его силах, чтобы защитить сестру. И несчастный случай происходит: Пока Патрик общается с Мэрилин по телефону, Раян пытается установить Рождественские гирлянды и падает с лестницы. Патрик паникует и пробует всё, чтобы скрыть смерть Раяна от сестры. Для этого Патрик устраивает романтическую встречу между Мэрилин и Крисом (Кристофер Джадж), что даёт время, чтобы убрать тело из сада в озеро поблизости. Но мёртвое тело Раяна стало вновь появляться каждый раз. Когда Мэрилин вызвала полицию из-за пропажи Раяна, его тётя стала расследовать его исчезновение.
В конце концов оказывается, что Раян не умирал. Он с Мэрилин разыграли его смерть. Тётя-детектив являлась переодетым Раяном. Вскоре после разоблачения приезжает сестра Раяна и Патрик в неё влюбляется.

## В ролях
| Актёр           | Роль                     |
| --------------- | ------------------------ |
| Дэвид Хьюлетт   | Патрик                   |
| Кейт Хьюлетт    | Мэрилин                  |
| Пол Макгиллион  | Раян/Кольт/Детектив Морс |
| Кристофер Джадж | Крис                     |
| Рэйчел Латтрелл | Рача                     |
| Аманда Бирам    | Элис                     |
| Майкл Леник     | Зиро                     |
| Собака Марс     | Марс                     |